# Ostroróg (gromada w powiecie szczecineckim)
Ostroróg – dawna gromada, czyli najmniejsza jednostka podziału terytorialnego Polskiej Rzeczypospolitej Ludowej w latach 1954–1972.
Gromady, z gromadzkimi radami narodowymi (GRN) jako organami władzy najniższego stopnia na wsi, funkcjonowały od reformy reorganizującej administrację wiejską przeprowadzonej jesienią 1954 do momentu ich zniesienia z dniem 1 stycznia 1973, tym samym wypierając organizację gminną w latach 1954–1972.
Gromadę Ostroróg z siedzibą GRN w Ostrorogu utworzono – jako jedną z 8759 gromad na obszarze Polski – w powiecie szczecineckim w woj. koszalińskim na mocy uchwały nr 43/54 WRN w Koszalinie z dnia 5 października 1954. W skład jednostki weszły obszary dotychczasowych gromad Ostroróg, Nobliny, Jeziorna i Czochryń ze zniesionej gminy Łubowo oraz obszary dotychczasowych gromad Czarne Małe i Łysinin ze zniesionej gminy Czaplinek w powiecie szczecineckim, a także obszary dotychczasowych gromad Starowice i Dudylany ze zniesionej gminy Sypniewo w powiecie wałeckim – w tymże województwie. Dla gromady ustalono 9 członków gromadzkiej rady narodowej.
Gromadę zniesiono 1 stycznia 1958, a jej obszar włączono do gromady Łubowo w tymże powiecie.